# 小卢浮宫

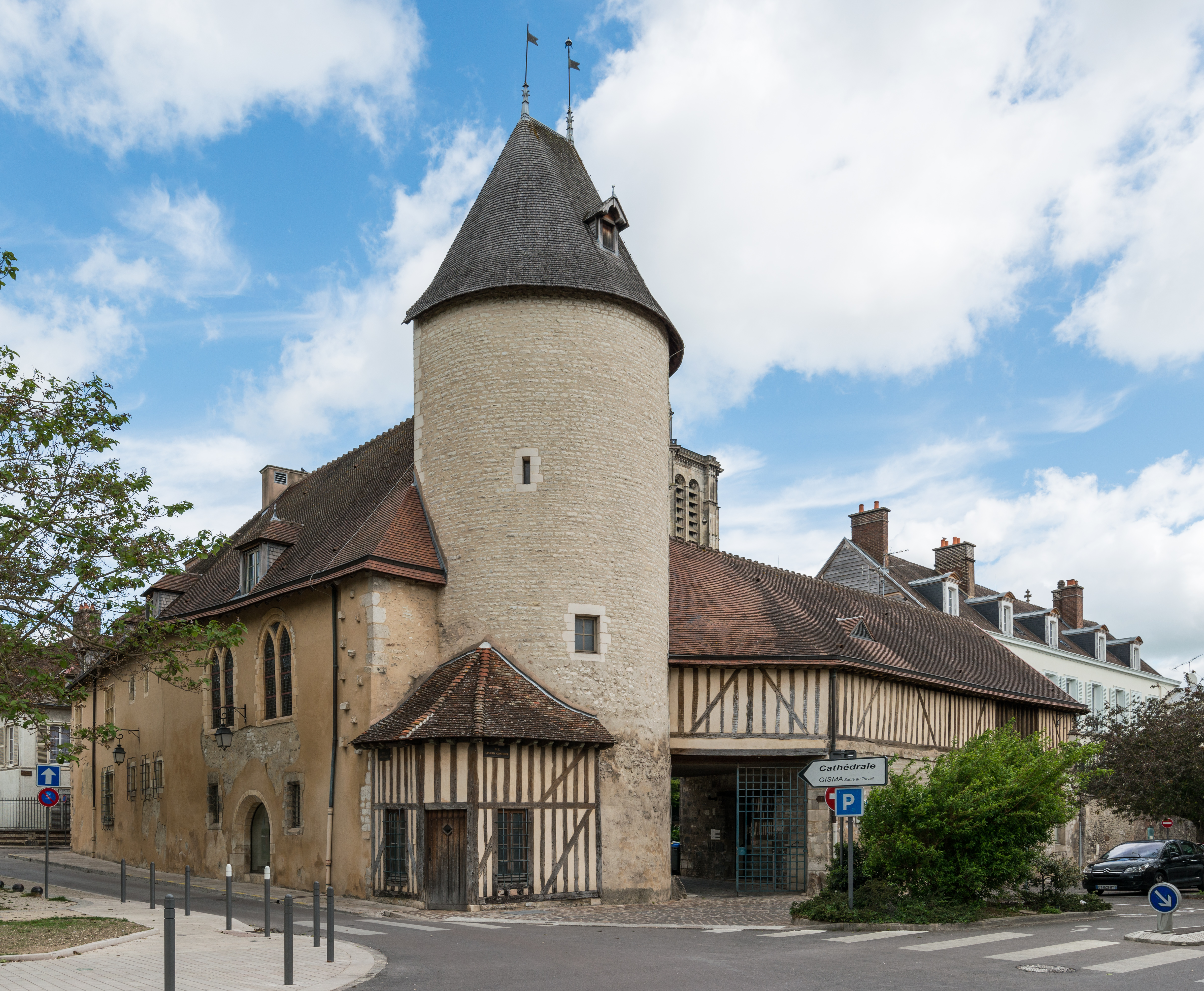

小卢浮宫（Hôtel du petit Louvre）是一座法式府邸，位于法国大东部大区奥布省特鲁瓦市中心塞纳河畔，林纳德·冈蒂埃街（rue Linard Gontier）、布切特街（rue Boucherat）和圣皮埃尔山街（rue Montée saint-Pierre）的拐角处。1986年列为法国历史遗迹。目前是特鲁瓦市城市规划局的所在地。

## 历史
该建筑围绕庭院而建，建于13-20世纪；是以巴黎卢浮宫命名。入口右侧的建筑用木头建造，曾是城墙的所在地。塔楼系1988年至1989年重建，原址的古塔建于13世纪，建于高卢-罗马地基上，在1868年被夷为平地。
旁边是建于1753年的“三石之家”（maison des trois pierres）。
院内有井，三个滑轮，意大利凉廊和天窗，都是16世纪的遗物。

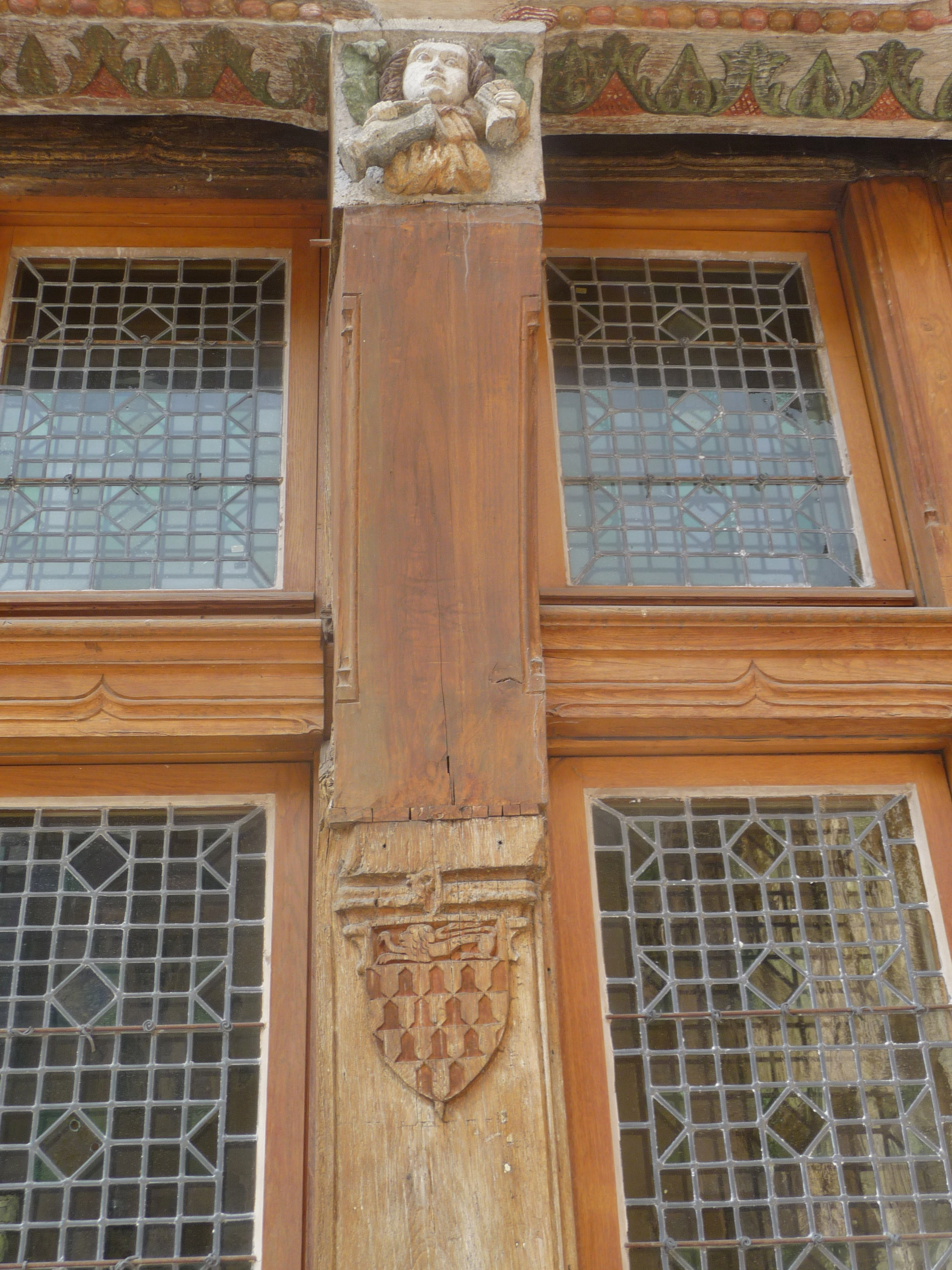
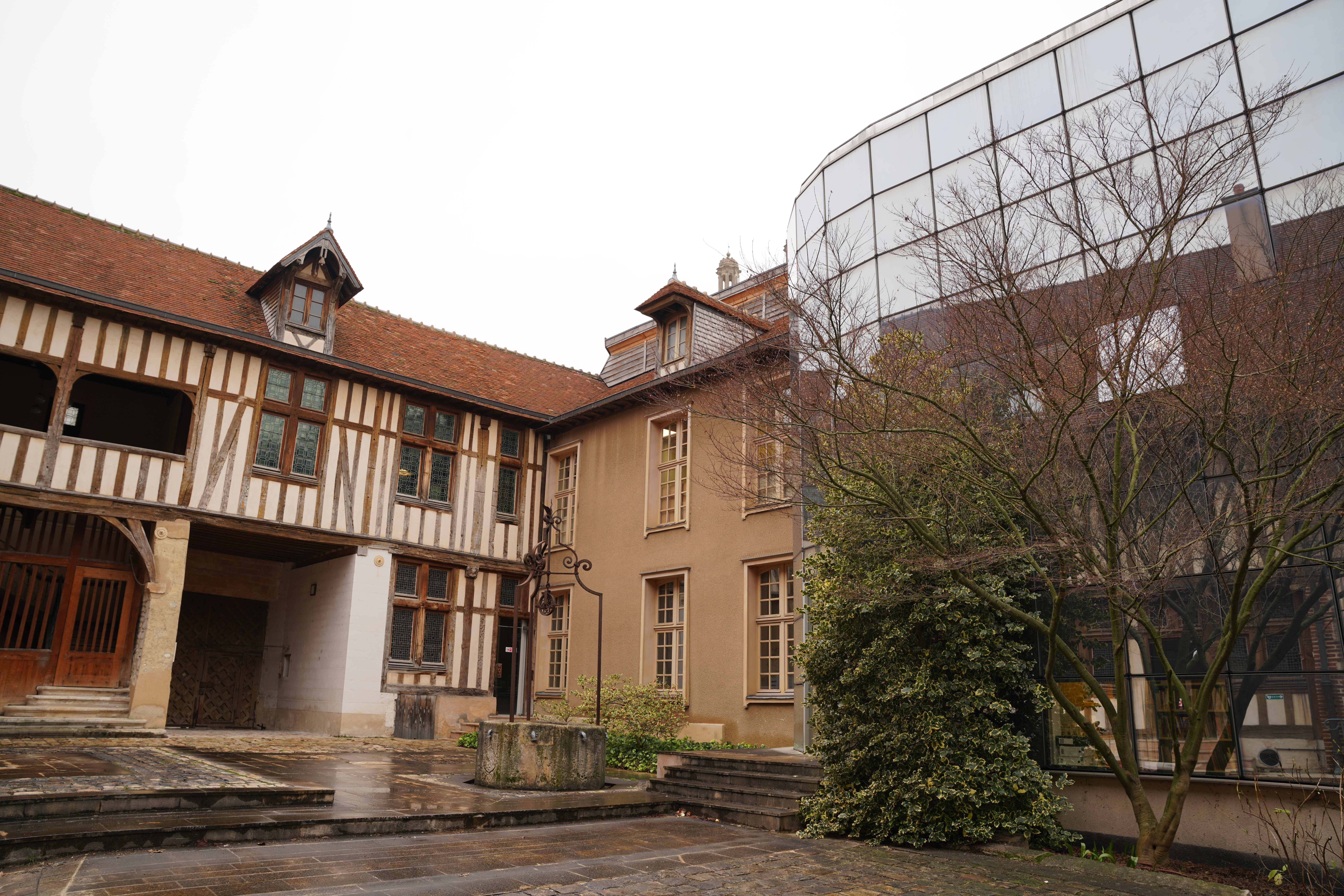
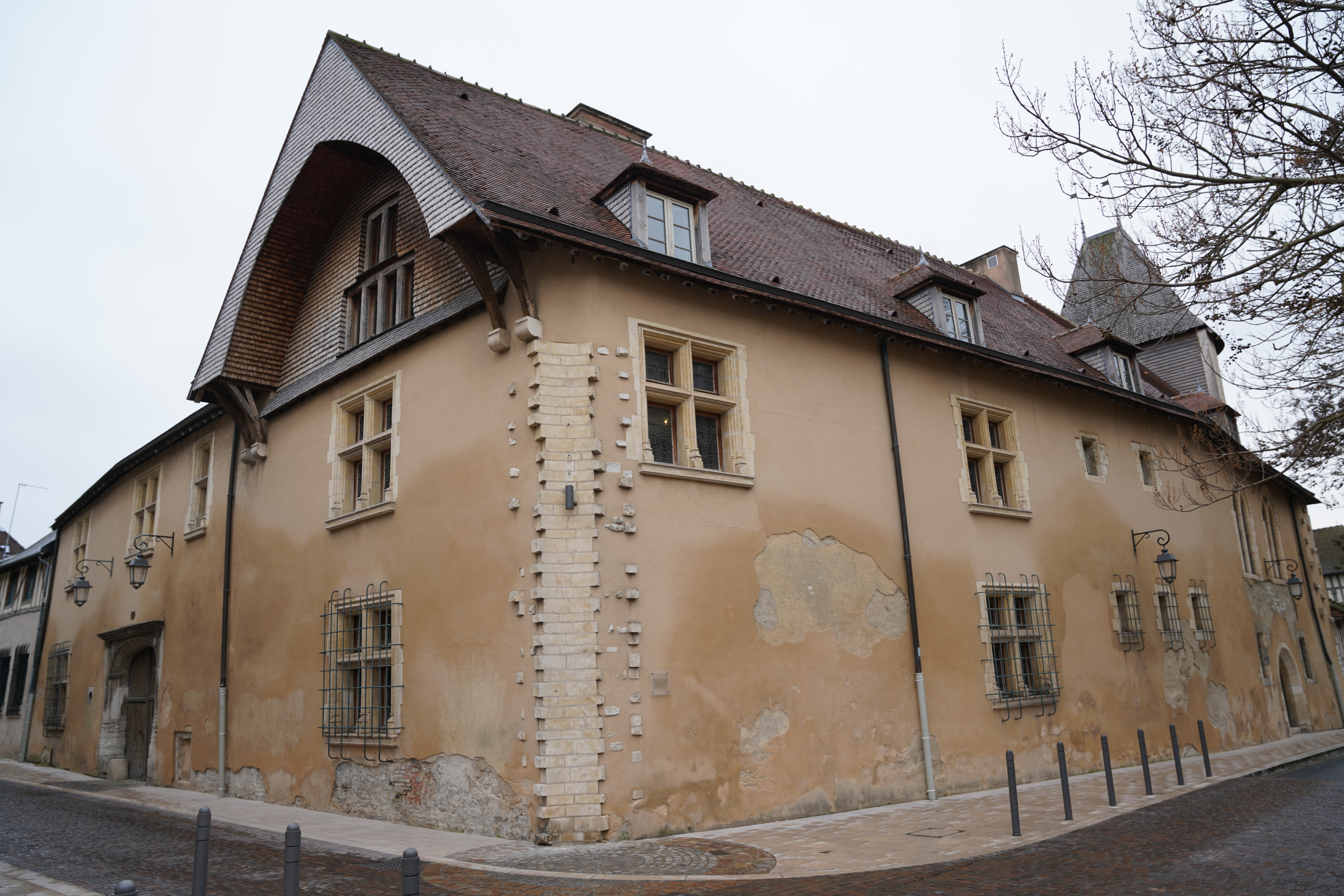